# 烏克蘭內政部
乌克兰內政部（烏克蘭語：Міністерство внутрішніх справ України，羅馬化：Ministerstvo vnutrishnikh sprav Ukrayiny，MVS）是烏克蘭一個負責执行保护公民权利和自由、调查危害社会和国家利益的非法行为、打击犯罪、确保公民安全和交通安全的政府部門。该部還負責监督乌克兰国家警察和乌克兰国民卫队。該部的前身是成立於1919年的乌克兰苏维埃社会主义共和国内务人民委员部。1946年改名為乌克兰苏维埃社会主义共和国内务部。1991年改名為乌克兰內政部。

## 分支机构
- 烏克蘭国家移民局（英语：State Migration Service (Ukraine)）
- 烏克蘭国家紧急事务局
- 乌克兰边防局
  - 烏克蘭海岸警衛隊
- 特别任务巡逻警察队（英语：Special Tasks Patrol Police）
  - 文尼察营（文尼察州）
  - 斯维迪亚兹连（沃伦州）
  - 第聂伯罗-1团（第聂伯罗彼得罗夫斯克州）[4]
  - 西切斯拉夫连（第聂伯罗彼得罗夫斯克州）
  - 克里夫巴斯连（第聂伯罗彼得罗夫斯克州）
  - 斯基泰营（扎波罗热州）
  - 伊万诺-弗兰科夫斯克州营（伊万诺-弗兰科夫斯克州）
  - 基辅团（基辅）
  - 维和团（基辅州）
  - 斯维亚托斯拉夫连（基洛沃格勒州，原基洛沃格勒营）
  - 卢甘斯克-1营（卢甘斯克州）
  - 利沃夫营（利沃夫州）
  - 尼古拉耶夫营（尼古拉耶夫）
  - 风暴营（敖德萨州）
  - 波尔塔瓦营（波尔塔瓦）
  - 克列缅丘格连（波尔塔瓦州）
  - 苏梅连（苏梅州）
  - 捷尔诺波尔连（捷尔诺波尔州）
  - 哈尔科夫营（哈尔科夫州）
  - 东部军团连（哈尔科夫州）
  - 赫尔松连（赫尔松州）
  - 切尔尼戈夫连（切尔尼戈夫州）
- 烏克蘭国家警察局（英语：National Police of Ukraine）
- 烏克蘭國家安全局
- 烏克蘭總檢察長
- 烏克蘭内务部队（英语：Internal Troops of Ukraine）